# Korean Basketball League
Die Korean Basketball League (KBL) ist eine professionelle Basketball-Liga in Südkorea, die ihren Spielbetrieb 1997 aufnahm. Die Saison startet im Oktober und wird im April beendet. Die KBL besteht aus zehn Mannschaften, die pro Saison 54 Spiele (je 27 Heim- und 27 Auswärtsspiele) absolvieren müssen. Im Anschluss daran finden Playoffs der besten sechs Teams statt. Jedem Team ist es erlaubt maximal zwei ausländische Spieler in ihren Reihen aufzunehmen, die früher jedoch nicht größer als sechs Fuß und acht Zoll (ca. 202 cm) sein durften.

## Teams
Folgende Teams nehmen an der KBL teil:
- Ulsan Mobis Phoebus
  - Busan Kia Enterprise (1997 ~ 2000–2001)
  - Ulsan Mobis Automons (2001–2002 ~ 2003–2004)
  - Ulsan Mobis Pheobus (2004–2005 ~ )
- Seoul Samsung Thunders
  - Suwon Samsung Thunders (1997 ~ 2000–2001)
  - Seoul Samsung Thunders (2001–2002 ~ )
- Anyang Korea Ginseng Corporation Pro Basketball Team
  - Anyang SBS Stars (1997 ~ 2004–2005)
  - Anyang KT&G Kites (2005–2006 ~ 2009–2010)
  - Anyang Korea Ginseng Corporation Pro Basketball Team (2010–2011 ~ )
- Seoul SK Knights
  - Cheongju SK Knights (1997–1998 ~ 2000–2001)
  - Seoul SK Knights (2001–2002 ~ )
- Changwon LG Sakers
  - Gyeongnam LG Sakers (1997–1998)
  - Changwon LG Sakers (1998–1999 ~ )
- Incheon ET Land Black Slamer
  - Incheon Daewoo Securities Zeus (1997 ~ 1997–1998)
  - Incheon Daewoo Zeus (1998–1999)
  - Incheon Shinsegi Bigs (1999–2000 ~ 2000–2001)
  - Incheon SK Bigs (2001–2002 ~ 2002–2003)
  - Incheon ET Land Black Slamer (2003–2004 ~ )
- Jeonju KCC Egis
  - Daejeon Hyundai Dynat (1997 ~ 1998–1999)
  - Daejeon Hyundai Gullivers (1999–2000 ~ 2000–2001)
  - Jeonju KCC Egis (2001–2002 ~ )
- Busan KTF Magic Wings
  - Gwangju Nasan Flamans (1997 ~ 1998–1999)
  - Gwangju Goldbank Clickers (1999–2000)
  - Yeosu Goldbank Clickers (2000–2001)
  - Yeosu Korea Tender Purmi (2001–2002 ~ 2002–2003)
  - Busan Korea Tender Maxten (2003–2004)
  - Busan KTF Magic Wings (2003–2004 ~ )
- Wonju DB Promy
  - Wonju Naray Blue Bird (1997 ~ 1998–1999)
  - Wonju Sambo Xers (1999–2000 ~ 2001–2002)
  - Wonju TG Xers (2002–2003 ~ 2003–2004)
  - Wonju TG Sambo Xers (2003–2004 ~ 2004–2005)
  - Wonju Dongbu Promy (2005–2006 ~ 2006–2017)
  - Wonju DB Promy (2017 ~ )

## Meister
- 1997: Ulsan Mobis Pheobus|Busan Kia Enterprise
- 1997–1998: Jeonju KCC Egis|Daejeon Hyundai Dynat
- 1998–1999: Jeonju KCC Egis|Daejeon Hyundai Dynat
- 1999–2000: Seoul SK Knights|Cheongju SK Knights
- 2000–2001: Seoul Samsung Thunders|Suwon Samsung Thunders
- 2001–2002: Daegu Orions|Daegu Tongyang Orions
- 2002–2003: Wonju Dongbu Promy|Wonju TG Xers
- 2003–2004: Jeonju KCC Egis
- 2004–2005: Wonju Dongbu Promy|Wonju TG Sambo Xers
- 2005–2006: Seoul Samsung Thunders
- 2006–2007: Ulsan Mobis Pheobus
- 2007–2008: Wonju Dongbu Promy
- 2008–2009: Jeonju KCC Egis
- 2009–2010: Ulsan Mobis Pheobus
- 2010–2011: Jeonju KCC Egis
- 2011–2012: Anyang Korea Ginseng Corporation
- 2012–2013: Ulsan Mobis Pheobus
- 2013–2014: Ulsan Mobis Pheobus
- 2014–2015: Ulsan Mobis Pheobus
- 2015–2016: Goyang Orion Orions
- 2016–2017: Anyang Korea Ginseng Corporation
- 2017–2018: Seoul SK Knights
- 2018–2019: Ulsan Hyundai Mobis Pheobus

| Rang | Team                             | Anzahl der Titelgewinne |
| ---- | -------------------------------- | ----------------------- |
| 1.   | Ulsan Mobis Pheobus              | 7                       |
| 2.   | Jeonju KCC Egis                  | 5                       |
| 3.   | Wonju Dongbu Promy               | 3                       |
| 4.   | Seoul Samsung Thunders           | 2                       |
|      | Seoul SK Knights                 | 2                       |
|      | Goyang Orion Orions              | 2                       |
|      | Anyang Korea Ginseng Corporation | 2                       |